# Agosto (singolo)
Agosto è un singolo del cantautore spagnolo Álvaro Soler, pubblicato il 31 agosto 2015 come secondo estratto dal primo album in studio Eterno agosto.
La canzone è stata scritta dallo stesso Soler insieme a Simon Triebel e ad Ali Zuckovski.

## Tracce
1. Agosto – 2:58

## Classifiche
| Classifica (2015) | Posizione massima |
| ----------------- | ----------------- |
| Polonia           | 1                 |